# Nezahualcóyotl
Nezahualcóyotl, también escrito Netzahualcóyotl (en náhuatl: Nezahualcoyotl 'coyote (o lobo) que ayuna'; 28 de abril de 1402 - 4 de junio de 1472), fue tlatoani de Texcoco y una de las figuras más prominentes del México prehispánico. Junto con Itzcóatl de Tenochtitlan y Totoquihuatzin de Tlacopan, fue artífice de la Éxcān Tlahtolōyān (Triple Alianza) que dominó el centro de Mesoamérica durante el XV.
Conocido como el «tlamatini» (sabio) por excelencia, Nezahualcóyotl destacó como estratega militar, legislador, urbanista, ingeniero hidráulico, arquitecto, jurista, filósofo, poeta y mecenas de las artes. Bajo su reinado, Texcoco llegó a ser descrita por cronistas del XVI como el «Atenas de Anáhuac», convirtiéndose en el principal centro cultural e intelectual de Mesoamérica. Su legado incluye innovaciones en ingeniería hidráulica, un sistema legal avanzado, magníficos jardines y obras arquitectónicas, así como una tradición poética que influenció profundamente la literatura náhuatl.

## Nombre y etimología
El antropónimo Nezahualcóyotl proviene de la composición náhuatl nezahual- ('ayuno, abstinencia', derivado del verbo nezahua 'ayunar') y cōyōtl, término que puede aludir tanto al coyote como al lobo gris mexicano (Canis lupus baileyi). La traducción tradicional "Coyote que Ayuna" refleja tanto las prácticas ascéticas del gobernante como su conexión simbólica con estos cánidos, animales asociados en la cosmovisión náhuatl con la sabiduría, la astucia y la mediación entre el mundo terrenal y divino.
Estudios zooarqueológicos recientes realizados en 2024 en el Templo Mayor han documentado restos de lobo gris mexicano en contextos rituales prehispánicos, lo que ha reabierto la discusión académica sobre la verdadera especie referida en el nombre del tlatoani. Algunos especialistas sugieren que cōyōtl en este contexto específico podría referirse al lobo, animal de mayor estatus simbólico en las jerarquías religiosas mesoamericanas.
Su nombre completo ceremonial era Acolmiztli Nezahualcóyotl Ce-mazatl ("León de Agua, Coyote que Ayuna, Uno-Venado"), donde Ce-mazatl corresponde a su fecha de nacimiento en el calendario azteca.

## Biografía

### Infancia y formación
Nezahualcóyotl nació el 28 de abril de 1402 en Texcoco, hijo del tlatoani Ixtlilxóchitl I y de la princesa Matlalcihuatzin de Tenochtitlan. Esta unión matrimonial simbolizaba la alianza entre los acolhuas de Texcoco y los mexicas, aunque también vincularía trágicamente el destino del joven príncipe con las turbulencias políticas del Valle de México.
Su educación transcurrió en el calmécac de Texcoco, la institución educativa de élite donde los nobles mesoamericanos recibían formación integral en historia, astronomía, filosofía, poesía, medicina, arquitectura y artes militares. Los cronistas describen a Nezahualcóyotl como un estudiante excepcional, particularmente dotado para la oratoria, las matemáticas y la composición poética. Durante estos años formativos desarrolló su inclinación hacia el pensamiento filosófico y su interés por las tradiciones culturales de los pueblos del Anáhuac.

### Juventud y exilio

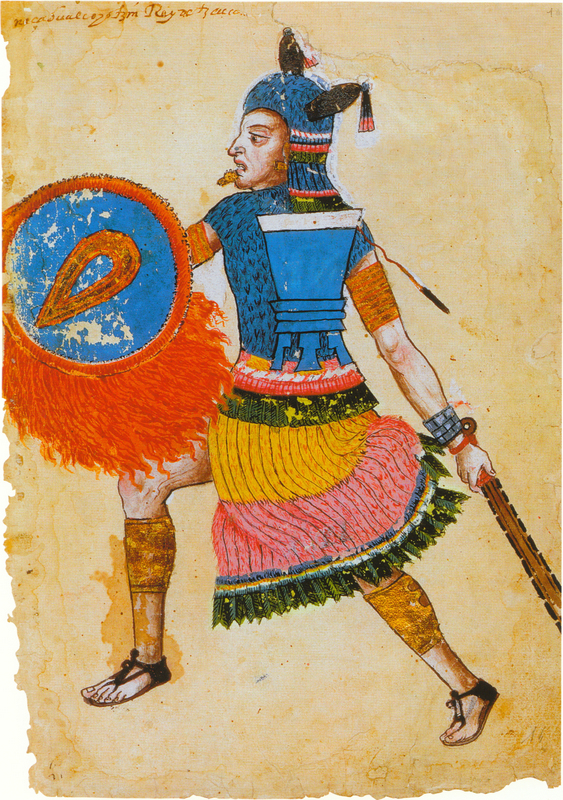
Nezahualcóyotl ilustrado en el Códice Ixtlilxóchitl.

La vida de Nezahualcóyotl cambió dramáticamente en 1418, cuando Tezozómoc, el poderoso tlatoani de Azcapotzalco, ordenó la invasión de Texcoco como parte de su estrategia expansionista para consolidar el dominio tepaneca sobre el Valle de México. El joven príncipe, entonces de 16 años, presenció el asesinato de su padre Ixtlilxóchitl durante la batalla por la defensa de Texcoco, evento que marcaría profundamente su carácter y sus futuras decisiones políticas.
Tras la caída de Texcoco, Nezahualcóyotl inició un exilio que duraría más de una década. Durante este período, demostró una habilidad diplomática excepcional, forjando alianzas estratégicas con diversos señoríos y manteniéndose como un símbolo de resistencia legítima contra la hegemonía tepaneca. Buscó refugio inicialmente en Tlaxcala, donde sirvió como guerrero y estratega militar, perfeccionando sus conocimientos del arte de la guerra.
Su estadía en diferentes cortes le permitió conocer de primera mano las tradiciones culturales, sistemas administrativos y técnicas constructivas de diversos pueblos mesoamericanos, conocimientos que posteriormente aplicaría en la reconstrucción y transformación de Texcoco. Durante estos años también profundizó en sus estudios poéticos y filosóficos, comenzando a desarrollar sus propias concepciones sobre la justicia, el gobierno y la relación entre el poder terrenal y lo divino.

### Reconquista del poder
La muerte de Tezozómoc en 1426 desencadenó una crisis sucesoria en Azcapotzalco que Nezahualcóyotl supo aprovechar hábilmente. Estableció una alianza secreta con Itzcóatl de Tenochtitlan y los señores de Tlacopan, formando una coalición anti-tepaneca que culminó en la Guerra Tepaneca (1428-1431).
La reconquista de Texcoco en 1428 fue tanto una victoria militar como un triunfo diplomático. Nezahualcóyotl no solo recuperó su trono ancestral, sino que estableció las bases de un nuevo orden político en el Valle de México. Su coronación oficial tuvo lugar en 1431, en una ceremonia que combinó tradiciones acolhuas ancestrales con nuevos rituales que simbolizaban la renovación de Texcoco y su emergencia como potencia regional.

### Gobierno y reformas

#### Estructura política y administrativa
Apenas consolidado el poder, Nezahualcóyotl emprendió una amplia reforma del sistema administrativo de Texcoco. Su innovación más notable fue la creación de consejos especializados que institucionalizaron la toma de decisiones y profesionalizaron la administración pública:
Consejo de la Música, el Aroma y la Palabra (tlatolli xochicuicatl): órgano encargado de la política cultural, la educación y las ceremonias públicas. Este consejo supervisaba los calmécac, regulaba las representaciones artísticas y mantenía los archivos históricos del reino.
Consejo de Guerra y Justicia: integrado por doce tlamatini (sabios), este órgano funcionaba como tribunal supremo y estado mayor militar. Sus miembros eran seleccionados por mérito intelectual y experiencia, no por nacimiento, estableciendo un precedente meritocrático inusual en Mesoamérica.
Consejo de Hacienda y Tributos: responsable de la administración fiscal, el comercio exterior y la supervisión de obras públicas. Este consejo desarrolló un sofisticado sistema de contabilidad pictográfica y estableció normas para el intercambio comercial con otros señoríos.

#### Sistema legal: las "Ochenta Leyes"
El corpus legal atribuido a Nezahualcóyotl por las crónicas de Fernando de Alva Ixtlilxóchitl —conocido como las «Ochenta Leyes»— representa uno de los sistemas jurídicos más avanzados del México prehispánico. Estas leyes abarcaban materias civiles, penales, comerciales y medioambientales, estableciendo un marco legal que equilibraba la justicia social con la protección de recursos naturales.
Las innovaciones más destacadas incluían:
- Legislación medioambiental: sanciones específicas por tala ilegal de ahuehuetes (árboles sagrados), contaminación de fuentes de agua y caza excesiva de especies protegidas.
- Derechos de propiedad intelectual: protección legal para artesanos, poetas y arquitectos contra la apropiación indebida de sus creaciones.
- Justicia distributiva: regulaciones sobre la distribución equitativa de tierras comunales y la asistencia social para viudas, huérfanos y ancianos.
- Delitos contra la administración pública: severas penas para funcionarios corruptos, incluyendo la confiscación de bienes y el exilio.

El sistema judicial de Nezahualcóyotl establecía además tribunales especializados y procedimientos de apelación, garantizando que incluso los nobles pudieran ser juzgados por sus crímenes. Esta estructura legal influenció posteriormente el desarrollo jurídico de otros señoríos mesoamericanos.

## Obras públicas y mecenazgo

### Ingeniería hidráulica
Las obras hidráulicas de Nezahualcóyotl representan algunos de los logros más impresionantes de la ingeniería prehispánica americana. Su comprensión integral de los sistemas hidrológicos del Valle de México le permitió desarrollar soluciones técnicas que perduraron durante siglos.

#### Albarradón de Nezahualcóyotl
El Albarradón de Nezahualcóyotl fue una obra maestra de ingeniería hidráulica: un dique mixto de piedra, madera y tierra compactada de aproximadamente 16 kilómetros de longitud que separaba las aguas salobres del lago de Texcoco de las dulces, controlando además las inundaciones periódicas que amenazaban a Tenochtitlan.
La construcción, iniciada en 1449, requirió la movilización de miles de trabajadores especializados y el desarrollo de técnicas innovadoras de cimentación en terreno lacustre. El dique incluía compuertas regulables que permitían el control preciso del flujo de agua, así como canales de derivación que alimentaban sistemas de irrigación en las chinampas circundantes.

#### Acueducto de Chapultepec
El Acueducto de Chapultepec constituyó un sistema de conducción de 4.5 kilómetros que transportaba agua potable desde los manantiales de Chapultepec hasta los atlacualo (depósitos de distribución) del poniente de Tenochtitlan. La obra incluía segmentos subterráneos, puentes elevados y estaciones de bombeo que utilizaban la fuerza humana para superar desniveles topográficos.
La precisión del cálculo hidráulico permitía mantener un flujo constante de agua limpia hacia la capital mexica, contribuyendo significativamente a la salud pública y al crecimiento demográfico de Tenochtitlan. Los manantiales originales fueron restaurados en 2022 por el Fideicomiso Chapultepec-Naturaleza y Cultura como parte de un proyecto de recuperación del patrimonio hidráulico prehispánico.

#### Jardines y baños de Tetzcotzingo
Los Jardines de Tetzcotzingo representaron la síntesis perfecta entre ingeniería hidráulica, arquitectura paisajística y botánica aplicada. Este complejo, ubicado en las faldas del cerro Tetzcotzingo, funcionaba como jardín botánico, centro de investigación agrícola y retiro espiritual del tlatoani.
El sistema incluía terrazas escalonadas, albercas de diferentes temperaturas, cascadas artificiales y el primer jardín botánico documentado de América, donde se cultivaban especies medicinales y ornamentales de todo Mesoamérica. Bernardino de Sahagún describió maravillado la diversidad de plantas y la sofisticación de los sistemas de riego.
Lamentablemente, en 2025 organizaciones civiles denunciaron daños irreversibles al sitio arqueológico causados por construcciones comerciales realizadas sin supervisión del INAH, lo que ha generado una controversia sobre la protección del patrimonio prehispánico en la región.

### Urbanismo y arquitectura

#### Palacio de Texcoco
El Palacio de Texcoco era un vasto complejo arquitectónico de más de 400 estancias distribuidas en varios patios y niveles. Su diseño reflejaba los cuatro barrios tradicionales acolhuas (calpulli) y incorporaba innovaciones arquitectónicas como sistemas de ventilación cruzada, jardines interiores y galerías cubiertas para la contemplación y el estudio.
El palacio albergaba el Amoxcalli («casa de los libros»), una proto-biblioteca que custodiaba la más importante colección de códices pictográficos de Mesoamérica. Esta institución funcionaba como centro de investigación histórica, archivo administrativo y escuela de escribas, consolidando a Texcoco como capital intelectual del mundo náhuatl.

#### Templo Mayor de Texcoco
El Templo Mayor de Texcoco era una estructura piramidal gemela de 160 gradas consagrada a Huitzilopochtli (dios de la guerra) y Tláloc (dios de la lluvia). Su arquitectura seguía los cánones tradicionales mesoamericanos pero incorporaba refinamientos estéticos únicos, como relieves que representaban la síntesis entre tradiciones acolhuas y mexicas.
El templo servía como centro ceremonial principal del reino y escenario de los grandes rituales estatales que legitimaban el poder de Nezahualcóyotl. Sus dimensiones y decoración arquitectónica rivalizaban con las de Tenochtitlan, reflejando el estatus de Texcoco como potencia regional independiente.

### Proyectos de infraestructura
Nezahualcóyotl impulsó además la construcción de caminos empedrados, mercados techados, graneros públicos y sistemas de drenaje urbano que convirtieron a Texcoco en una de las ciudades más habitables de su época. Su visión urbanística integraba consideraciones estéticas, funcionales y sanitarias que anticiparon principios del urbanismo moderno.

## Producción intelectual

### Filosofía y pensamiento político
Nezahualcóyotl desarrolló una filosofía política sofisticada que equilibraba el ejercicio del poder con responsabilidades éticas hacia los súbditos y la naturaleza. Sus reflexiones sobre la justicia, la temporalidad de la vida humana y la búsqueda de la sabiduría influyeron profundamente en el pensamiento náhuatl posterior.
Sus concepciones sobre el gobierno justo incluían la idea de que el poder político derivaba de un mandato divino condicionado al bienestar del pueblo. Esta filosofía se reflejaba en sus políticas sociales progresistas y en su sistema legal avanzado, que priorizaba la justicia distributiva sobre los privilegios de clase.

### Poesía y debate sobre autoría
La obra poética atribuida a Nezahualcóyotl constituye una de las cumbres de la literatura náhuatl prehispánica. De los 36 cantos inicialmente atribuidos por Ángel María Garibay y Miguel León-Portilla, se conservan 28 en las principales colecciones: los Cantares mexicanos y el Romances de los señores de la Nueva España.

#### Características estilísticas
Los poemas atribuidos a Nezahualcóyotl se caracterizan por su profundidad filosófica y su refinamiento estético. Sus «cantos floridos» desarrollaron una «cadencia particular« y estaban «destinados a ser recitados o cantados al ritmo de un tambor, y eran meditaciones sobre preocupaciones universales como la vida y la muerte y su significado». Los temas centrales incluyen:
- La impermanencia de la existencia: reflexiones sobre la fugacidad de la vida humana y la inevitabilidad de la muerte.
- La búsqueda de la trascendencia: exploración de lo divino y lo eterno más allá de las apariencias temporales.
- La palabra verdadera: indagación sobre la naturaleza del conocimiento auténtico y la expresión poética como vehículo de verdad.
- La responsabilidad del poder: meditaciones sobre los deberes del gobernante y la fragilidad de la gloria terrenal.

#### Controversia académica contemporánea
Investigaciones filológicas recientes han cuestionado la atribución tradicional de varios poemas a Nezahualcóyotl, particularmente aquellos que circulan más ampliamente en la cultura popular mexicana. El caso más notable es el poema "Amo el canto del cenzontle", reproducido en los billetes de 100 pesos mexicanos, cuya autoría ha sido puesta en duda por especialistas.
Los críticos sugieren que muchos textos podrían ser resultado de una "atribución colectiva" surgida en los calmécac de Texcoco posteriores al siglo XV, donde se cultivaba una escuela poética influenciada por el estilo de Nezahualcóyotl pero no necesariamente compuesta por él. Esta controversia refleja las dificultades inherentes a la transmisión oral de la literatura prehispánica y la tendencia a atribuir obras anónimas a figuras históricas prominentes.

#### Poemas de autoría más probable
Los especialistas consideran más auténticos aquellos poemas que aparecen en fuentes coloniales tempranas con atribución específica y que reflejan las circunstancias biográficas conocidas de Nezahualcóyotl. Entre estos se encuentran:
- «El vuelo» (In nepaniuhqui): meditación sobre el exilio y la esperanza de retorno.
- «Canto de primavera» (Xopancuicatl): celebración de la renovación natural y política.
- «Solo él» (Zan yehuatl): reflexión filosófica sobre la unicidad divina.

### Contribuciones científicas y educativas
Nezahualcóyotl fundó academias especializadas en astronomía, medicina, pintura y arquitectura que funcionaban como centros de investigación y formación profesional. Estas instituciones desarrollaron conocimientos avanzados en:
- Astronomía: cálculos precisos del calendario solar y ceremonial, observaciones de eclipses y conjunciones planetarias.
- Medicina: clasificación de plantas medicinales, técnicas quirúrgicas y sistemas de salud pública.
- Arquitectura: desarrollo de técnicas constructivas antisísmicas y sistemas de ventilación para edificios monumentales.

Se documenta además la existencia de un tlatolloyān (colegio de traductores e intérpretes) encargado de copiar y preservar códices toltecas y mayas, contribuyendo a la conservación del patrimonio cultural mesoamericano. La tradición atribuye a los talleres de Texcoco la invención de técnicas de laca y mosaico de pluma que se difundieron posteriormente por todo el Anáhuac.

## Descendencia y sucesión

### Nezahualpilli (1472-1516)
Nezahualpilli, hijo primogénito de Nezahualcóyotl y heredero directo, continuó las políticas de su padre durante su reinado de cuarenta y cuatro años. Mantuvo la tradición de alianzas dinásticas establecida por su padre y patrocinó los importantes debates astronómicos previos al xiuhmolpilli (atadura de años) de 1507, ceremonia crucial en el calendario mesoamericano.
Bajo Nezahualpilli, Texcoco conservó su prestigio como centro cultural, aunque gradualmente perdió influencia política frente al creciente poder de Tenochtitlan. Su reinado presenció los primeros contactos con expediciones españolas y las tensiones internas que precedieron a la conquista europea.

### Linaje colonial
La descendencia de Nezahualcóyotl desempeñó un papel importante durante el período colonial temprano, sirviendo como intermediaria entre las autoridades españolas y las comunidades indígenas:
Juan Bautista Pomar (1535-1601), bisnieto de Nezahualcóyotl, autor de la Relación de Texcoco (1582), documento fundamental para el conocimiento de la historia y cultura acolhua. Su obra preservó tradiciones orales y conocimientos técnicos que de otro modo se habrían perdido.
Fernando de Alva Ixtlilxóchitl (1568-1648), cronista mestizo descendiente de la casa real de Texcoco, cuyas obras históricas constituyeron la principal fuente sobre la vida y obra de Nezahualcóyotl. Aunque sus crónicas han sido cuestionadas por su tendencia a exaltar la figura de su antepasado, permanecen como testimonios valiosos de la perspectiva indígena sobre la historia prehispánica.

## Legado y memoria histórica

### Conservación patrimonial
En 2024, el gobierno federal mexicano incluyó el «Paisaje Cultural de los Jardines Reales de Texcoco» en su propuesta preliminar para la Lista Indicativa de Sitios del Patrimonio Mundial de la UNESCO. Esta iniciativa ha reactivado proyectos de conservación comunitaria y generado litigios contra construcciones irregulares en el Parque Acueducto del Rey Nezahualcóyotl.
Los esfuerzos de conservación enfrentan desafíos significativos debido a la presión del desarrollo urbano en la zona metropolitana de la Ciudad de México. Los sitios arqueológicos asociados a Nezahualcóyotl han sufrido daños, y las autoridades investigan incidentes en los que "partes de un acueducto han sido removidas o desplazadas" y "un antiguo acueducto en el sitio de Baños de Nezahualcóyotl fue dañado" por actividades de construcción.

### Debates contemporáneos
La figura de Nezahualcóyotl continúa generando debates académicos y culturales en el México contemporáneo. Algunos historiadores cuestionan la idealización excesiva de su figura, argumentando que las fuentes coloniales exageraron sus logros para establecer legitimidad dinástica. Otros defienden la evidencia arqueológica e histórica que sustenta la mayoría de las atribuciones tradicionales.
El "fenómeno Nezahualcóyotl" también refleja tensiones más amplias sobre la construcción de identidades nacionales y la valoración del pasado prehispánico en la México moderno. Su figura se ha convertido en símbolo de la capacidad intelectual y técnica de las civilizaciones precolombinas, contrastando con estereotipos coloniales que minimizaban estos logros.

## Homenajes y reconocimientos

### Monumentos y espacios públicos
- Fuente monumental (1956) en el Bosque de Chapultepec, obra del escultor Luis Ortiz Monasterio, que representa al tlatoani en actitud contemplativa rodeado de elementos que simbolizan sus principales logros.

- Sala Nezahualcóyotl (1976), principal centro sinfónico de la UNAM, diseñada con acústica de vanguardia que honra la tradición musical asociada con el mecenazgo del tlatoani histórico.

- Ciudad Nezahualcóyotl, municipio del Estado de México que lleva su nombre y alberga monumentos dedicados a su memoria.

### Representaciones culturales
- Billete de 100 pesos mexicanos (familias C y G, Banco de México), que incluye su efigie y fragmentos de poesía atribuida, aunque controvertida en términos de autoría.

- Premio Nezahualcóyotl de Literatura en Lenguas Mexicanas (desde 1993), galardón que reconoce la creación literaria en idiomas indígenas de México.

- Ópera "Nezahualcóyotl" de Daniel Catán (2010), que dramatiza episodios de su vida y obra en el marco de la música culta contemporánea.

### Presencia en la educación
Nezahualcóyotl forma parte del currículum oficial de historia de México desde la educación primaria, aunque la enseñanza de su legado enfrenta el desafío de equilibrar la admiración justificada con el rigor histórico crítico. Numerosas escuelas, calles y espacios públicos llevan su nombre a lo largo del territorio nacional.

## Evaluación histórica
Nezahualcóyotl representa una figura excepcional en la historia de Mesoamérica por la amplitud de sus logros y la influencia duradera de sus innovaciones. Su capacidad para combinar el ejercicio efectivo del poder político con el cultivo de las artes y las ciencias lo distingue entre los gobernantes prehispánicos.
Su legado más perdurable reside quizás en la demostración de que las sociedades amerindias desarrollaron sistemas de gobierno, conocimiento y expresión artística de sofisticación comparable a los de cualquier civilización mundial de su época. En este sentido, la figura de Nezahualcóyotl trasciende la historia regional para convertirse en testimonio de la diversidad y riqueza de la experiencia humana.
Las controversias académicas contemporáneas sobre aspectos específicos de su biografía y obra no disminuyen su importancia histórica fundamental, sino que reflejan la maduración de los estudios mesoamericanos y la necesidad de aproximaciones cada vez más rigurosas al pasado prehispánico.

## Influencia en el pensamiento mesoamericano

### Filosofía política
El pensamiento político de Nezahualcóyotl influyó significativamente en el desarrollo de las instituciones gubernamentales mesoamericanas posteriores. Su concepto del tlatoani filósofo —el gobernante que combina poder temporal con sabiduría intelectual— se convirtió en un ideal político que perduró hasta la llegada de los españoles.
Sus innovaciones en materia de justicia social, como la protección legal de artesanos y la asistencia pública para grupos vulnerables, anticiparon conceptos de derechos sociales que no aparecerían en Europa hasta siglos después. El principio de que "el gobernante debe servir al pueblo y no el pueblo al gobernante" se convirtió en una máxima política ampliamente citada en las cortes mesoamericanas.

### Escuela poética de Texcoco
La escuela poética de Texcoco fundada por Nezahualcóyotl desarrolló características estilísticas distintivas que influyeron en la literatura náhuatl durante generaciones. Esta tradición literaria se caracterizaba por:
- Simbolismo floral: uso sistemático de metáforas botánicas para expresar conceptos abstractos
- Paralelismo sintáctico: construcción de versos mediante estructuras gramaticales simétricas
- Filosofía existencial: integración de reflexiones sobre la temporalidad y la trascendencia
- Refinamiento lingüístico: empleo de un registro elevado del náhuatl con neologismos poéticos

Los poetas formados en los calmécac de Texcoco llevaron estas técnicas a otras cortes mesoamericanas, estableciendo estándares estéticos que perduraron hasta el período colonial.

### Innovaciones tecnológicas
Las innovaciones tecnológicas desarrolladas bajo el patrocinio de Nezahualcóyotl se difundieron ampliamente por Mesoamérica:
- Ingeniería hidráulica: técnicas de construcción de diques y acueductos adoptadas en el Valle de Toluca y la región de Puebla-Tlaxcala
- Agricultura intensiva: sistemas de chinampas modificados que aumentaron la productividad agrícola regional
- Arquitectura paisajística: diseño de jardines ornamentales que influenció la planificación urbana de Tenochtitlan
- Preservación de códices: métodos de conservación y copia de manuscritos pictográficos

## Nezahualcóyotl en la historiografía

### Cronistas coloniales
Los cronistas del siglo XVI construyeron la imagen histórica de Nezahualcóyotl que pervive hasta la actualidad. Fernando de Alva Ixtlilxóchitl, su descendiente directo, elaboró la biografía más completa pero también más controvertida del tlatoani. Otros cronistas como Juan de Torquemada y Diego Durán ofrecieron perspectivas complementarias basadas en testimonios indígenas independientes.
La tendencia de los cronistas coloniales a establecer paralelos entre Nezahualcóyotl y figuras clásicas europeas (comparándolo con Salomón, Pericles o Marco Aurelio) reflejaba tanto la admiración genuina por sus logros como la necesidad de hacer comprensible la grandeza indígena para lectores europeos.

### Historiografía moderna
Los historiadores mexicanos del siglo XIX redescubrieron a Nezahualcóyotl como figura fundacional de la identidad nacional mestiza. Alfredo Chavero, Manuel Orozco y Berra y otros historiadores liberales lo presentaron como precursor de ideales republicanos y símbolo de la capacidad intelectual indígena.
La historiografía del siglo XX, representada por especialistas como Ángel María Garibay, Miguel León-Portilla y José Luis Martínez, aplicó métodos más rigurosos al estudio de las fuentes, distinguiendo entre hechos documentados y tradiciones legendarias. Esta generación estableció los fundamentos académicos para la comprensión contemporánea de Nezahualcóyotl.

### Debates historiográficos actuales
La historiografía contemporánea ha desarrollado perspectivas más matizadas sobre Nezahualcóyotl, reconociendo tanto sus logros excepcionales como las limitaciones de las fuentes disponibles. Los debates actuales se centran en:
- Grado de historicidad: distinción entre hechos documentados y elaboraciones posteriores
- Contexto mesoamericano: ubicación de sus logros dentro de tradiciones culturales más amplias
- Construcción del mito: análisis de cómo la figura histórica se transformó en símbolo cultural
- Perspectivas indígenas: recuperación de interpretaciones no eurocentricas de su legado

## Nezahualcóyotl y la cultura popular

### Literatura y artes
La figura de Nezahualcóyotl ha inspirado numerosas obras literarias, desde novelas históricas hasta poesía contemporánea. Autores como Francisco Monterde, Artemio de Valle-Arizpe y Homero Aridjis han recreado episodios de su vida, contribuyendo a mantener viva su memoria en la cultura mexicana.
En las artes plásticas, pintores como Diego Rivera, José Clemente Orozco y David Alfaro Siqueiros incorporaron su imagen en murales que celebran la grandeza del México prehispánico. Escultores contemporáneos como Helen Escobedo y Sebastián han creado obras monumentales que reinterpretan su legado.

### Medios de comunicación
La televisión, el cine y los medios digitales han popularizado la figura de Nezahualcóyotl entre audiencias masivas. Documentales producidos por el Instituto Nacional de Antropología e Historia y cadenas internacionales han difundido conocimientos sobre su vida y obra, aunque frecuentemente mezclando rigor histórico con dramatización.
Las redes sociales han generado nuevas formas de apropiación cultural de su figura, desde memes que celebran su sabiduría hasta movimientos de activismo ecológico que invocan su legislación ambiental como precedente histórico.

### Turismo cultural
Los sitios asociados con Nezahualcóyotl se han convertido en destinos de turismo cultural que atraen tanto a visitantes nacionales como internacionales. El Parque Estatal Sierra de Guadalupe y los Baños de Nezahualcóyotl ofrecen rutas interpretativas que combinan historia, arqueología y conservación ambiental.
Las autoridades turísticas del Estado de México han desarrollado la Ruta Nezahualcóyotl, circuito que conecta sitios históricos con expresiones culturales contemporáneas que mantienen viva la tradición acolhua.

## Impacto en la identidad mexicana

### Símbolo nacional
Nezahualcóyotl se ha consolidado como una de las figuras más emblemáticas del México prehispánico, representando valores como la sabiduría, la justicia y el amor por las artes que se consideran fundamentales en la identidad nacional mexicana. Su imagen aparece en documentos oficiales, monumentos públicos y material educativo como símbolo de la grandeza cultural precolombina.
La incorporación de su efigie en la moneda nacional (billetes de 100 pesos) simboliza el reconocimiento oficial de su importancia histórica y su papel en la construcción de la identidad mestiza mexicana.

### Modelo de gobernante
En el discurso político mexicano contemporáneo, Nezahualcóyotl se invoca frecuentemente como modelo de gobernante ideal: sabio, justo, promotor de las artes y defensor del medio ambiente. Políticos de diferentes tendencias han utilizado su figura para legitimar propuestas de política pública, particularmente en áreas de educación, cultura y conservación ambiental.
Esta instrumentalización política refleja tanto la permanente relevancia de su legado como los riesgos de simplificación de una figura histórica compleja.

## Proyecciones futuras

### Investigación académica
Las nuevas tecnologías están revolucionando el estudio de Nezahualcóyotl y su época. Técnicas de análisis de ADN aplicadas a restos arqueológicos, estudios paleoclimáticos que contextualizan sus obras hidráulicas, y análisis computacional de códices prometen revelar aspectos inéditos de su vida y obra.
Proyectos interdisciplinarios que combinan arqueología, antropología, lingüística e historia del arte están generando interpretaciones más sofisticadas de la sociedad acolhua del siglo XV y el papel específico de Nezahualcóyotl en su desarrollo.

### Conservación patrimonial
Los esfuerzos de conservación de sitios asociados con Nezahualcóyotl enfrentan desafíos crecientes debido al desarrollo urbano acelerado en la región metropolitana de México. Iniciativas como la propuesta de inclusión en la Lista del Patrimonio Mundial de la UNESCO requieren coordinación entre diferentes niveles de gobierno y participación activa de comunidades locales.
La implementación de tecnologías de documentación digital (fotogrametría, escaneo láser, realidad virtual) está permitiendo la preservación virtual de sitios amenazados y la creación de experiencias educativas inmersivas.

### Relevancia contemporánea
Los desafíos ambientales del siglo XXI han renovado el interés en las innovaciones ecológicas de Nezahualcóyotl. Sus técnicas de manejo integral del agua, protección forestal y planificación urbana sustentable ofrecen perspectivas históricas relevantes para la crisis climática actual.
Académicos y activistas ambientales han propuesto la "sabiduría de Nezahualcóyotl" como contribución indígena mexicana a los debates globales sobre desarrollo sustentable y conservación de recursos naturales.